# Автошлях Т 1735
Автошля́х Т 1735 — автомобільний шлях територіального значення у Полтавській області. Проходить територією Кобеляцького, Новосанжарського та Машівського районів через Кобеляки — Нехворощу — Машівку. Загальна довжина — 72 км.

## Маршрут
Автошлях проходить через такі населені пункти:
| Автошлях Т 1735       |        |
| Полтавська область    |        |
| Кобеляцький район     |        |
| Кобеляки              | Н31    |
| Сухинівка             |        |
| Новосанжарський район |        |
| Маячка                |        |
| Лівенське             |        |
| Шедієве               |        |
| Бурти                 |        |
| Нехвороща             | Т 1734 |
| Машівський район      |        |
| Любимівка             |        |
| Машівка               | Т 1712 |